# 伊利里亚大区
伊利里亚大区（拉丁語：praefectura praetorio per Illyricum）是罗马帝国在古典时代晚期的四个大区之一。行政中心起初在375至379年之间为色米姆，之后迁往塞萨洛尼基。其名称来源于罗马的伊利里亚行省，而后者的名字来源于古伊利里亚。大区囊括了潘诺尼亚、诺里库姆、克里特以及巴尔干半岛除色雷斯之外的大部分地区。

## 历史
与《百官志》中提到的其他三个大区（高卢、意大利与阿非利加、东方）不同，伊利里亚大区早期曾被多次废除、重建和拆分。
最初其属于意大利、阿非利加与伊利里亚大区，在君士坦丁大帝离世之后，其子相互斗争时成为独立的大区。其下辖的三个管区马其顿、达契亚与潘诺尼亚于347年首次由君士坦斯一世自意大利、阿非利加与伊利里亚大区中拆分出来，组成一个新的大区（先前大区成为了意大利与阿非利加大区）；不过该大区也可能成立于343年，君士坦斯向意大利指派一名地方官员的时候。
伊利里亚大区存在到361年，然后遭皇帝尤利安废除。前375至379年间由格拉提安恢复 。而同年潘诺尼亚管区（西伊利里亚）被再次划入意大利，成为伊利里亚管区，马其顿与达契亚（东伊利里亚）则由皇帝狄奧多西一世直接管辖。384至395年间被再次并入意大利大区，其间在388至391年间，两个管区曾组成过一个独立的大区。

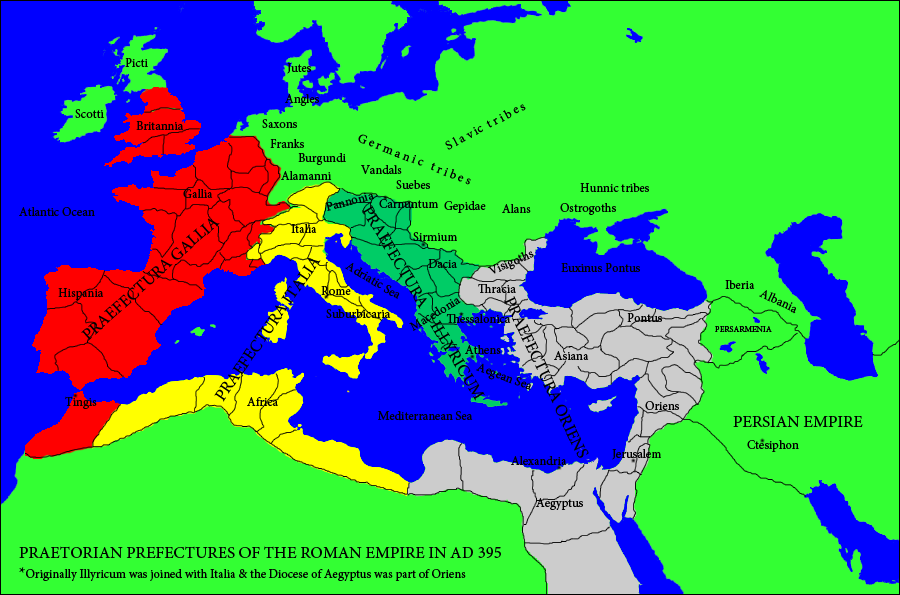
375至379年罗马帝国行政区划，墨绿色的为伊利里亚大区

直到395年狄奧多西去世后，伊利里亚这一区划才固定了下来，其下辖有马其顿与达契亚，首府为帖撒罗尼迦。然而，西部帝国，尤其是斯提里科仍旧声索这一地区的管辖权。直到437年，作为李锡尼·欧多基亚嫁妆的一部分，瓦伦丁尼安三世承认了东部帝国对此地的主权。此时有迹象表明大区首府为色米姆（437至441年）。
7世纪斯拉夫人入侵之后，巴尔干半岛腹地的大部分地区都沦陷殆尽，仅余下色雷斯邻近君士坦丁堡的一部分、塞萨洛尼基及其周边地区，以及希腊沿海地带。文献证实晚至9世纪的头几年塞萨洛尼基还有大区总长，这是帝国最后存余的旧行政机构之一。当时，在与不断崛起的保加利亚的战争中，改组行政区十分必要。大约在840年以前，塞萨洛尼基组成了一个将军管辖的军区。

### 脚注
1. ↑  Thessalonica （页面存档备份，存于）, 1910 Catholic Encyclopedia
2. ↑  Illyria （页面存档备份，存于）, 1910 Catholic Encyclopedia
3. ↑  It is a common mistake that the praetorian prefectures were established as territorial units by Constantine I already around 318 or 324, as anachronistically claimed by Zosimus. In reality, each Augustus or Caesar continued to have his own praetorian prefect（英语：praetorian prefect） as his chief of staff, and only by the mid-4th century did the prefectures become permanent administrative subdivisions of the Empire. Morrison (2007), pp. 190–191
4. ↑  Barnes, T. D., The New Empire of Diocletian and Constantine, p. 139
5. ↑  Barnes, T. D., Constantine: Dynasty, Religion and Power in the Later Roman Empire, p. 160, 2011
6. 1 2  Morrison (2007), p. 396
7. ↑  Greece （页面存档备份，存于）, 1910 Catholic Encyclopedia
8. ↑  Morrison (2007), pp. 397–398
9. ↑  .   [2019-02-18]. （原始内容存档于2012-02-07）.
10. ↑  Bury (1912), pp. 223–224

### 书籍
- Notitia dignitatum（页面存档备份，存于）
- Bury, John B., , London: Macmillan and Co., 1912
- Janković, Đorđe. . Гласник Српског археолошког друштва. 2004, 20: 39–61  [2019-02-18]. （原始内容存档于2013-01-23）.
- Kazhdan, Alexander (编), , Oxford University Press, 1991, ISBN 978-0-19-504652-6
- Morrison, Cécile (编), , Athens: Polis Editions, 2007, ISBN 978-960-435-134-3 （希腊语）
- The Times History of Europe, Times Books, London, 2001.